# 조릿대속
조릿대속(---屬, 학명: Sasamorpha 사사모르파[*])은 벼과의 속이다. 한국, 중국, 일본 및 러시아 사할린섬에 분포하며, 다섯 종 가운데 한국에서 자생하는 것은 조릿대 한 종이다.

## 하위 종
- 조릿대 S. borealis (Hack.) Makino & Shibata
- S. hubeiensis C.H.Hu
- S. oshidensis (Makino & Uchida) Nakai
- S. qingyuanensis C.H.Hu
- S. sinica (Keng) Koidz.